# Rosl Berndt
Rosl Berndt, eigentlich Rosa Dunkelblau (25. September 1903 in Wien – 3. Januar 1996 in Chichester, Sussex, Vereinigtes Königreich), war eine österreichische Sängerin und Kabarettistin. Ihre Karriere begann 1914 als Kinderstar Kleine Rosa auf Wiener Bühnen.

## Leben und Werk
„Sie war ein Naturtalent und gab sich damit zufrieden“, schreibt Liesl Müller-Johnson über ihre Mutter, Rosl Berndt, an einer Stelle ihrer Biografie. „Sie war faul“, auch dies schreibt die Tochter über ihre Mutter, den gefeierten Kinderstar auf den Bühnen des internationalen Kabaretts, die, aus einfachsten Verhältnissen in der Wiener Leopoldstadt stammend, eine Bilderbuchkarriere absolvierte.
Die Mutter von Rosl Berndt, Bronja Dunkelblau, kam 1890 aus dem damals österreichischen Kronland Galizien nach Wien und begründete „mit nichts in der Tasche“ und als Analphabetin eine Existenz als Hausbesorgerin in Wien 2., Weintraubengasse 8. Der Vater, Eduard Slovik, flieht wegen Spielschulden in die USA, Bronja muss ihre Tochter allein aufziehen. Diese wird von Hermann Leopoldi entdeckt und aus der Ballettschule weg ins Carltheater engagiert und debütiert am 20. Dezember 1914 als Suza in Franz Lehárs Operette Der Rastelbinder. Berndt feierte in der Folge als Kleine Rosa in der untergehenden Donaumonarchie rasch Erfolge, „das Publikum tobt vor Begeisterung“, und wird zum Publikumsliebling der Wiener Kabarett- und Varieteszene mit Auftritten im Ronacher, im Simpl und im Raimundtheater.
Rosl Berndt heiratet schließlich den „ungarischen Kriegshelden, Glücksritter und kurzzeitigen Kabarett-Simpl-Besitzer“ Karl Müller. Mit ihm gelingt ihr der Übergang vom Kinderstar zur Erwachsenenkarriere, die sie nach ihrer Scheidung teils am Tuschinski-Theater in Amsterdam fortsetzt. 1922 wird die gemeinsame Tochter Liesl geboren, die wegen der Verpflichtungen ihrer Mutter überwiegend bei der Großmutter in Wien aufwächst. Die Ehe scheiterte nach wenigen Jahren. Berndts Welt ist bis in die 1930er Jahre vor allem von Glanz und Glamour geprägt, Stars wie Marlene Dietrich und Richard Tauber gehen darin ein und aus. Sie arbeitet mit Fritz Grünbaum, Karl Farkas, Hermann Leopoldi und Hans Moser, bleibt auch in der Wirtschaftskrise von materieller Not unberührt. „Sie war sehr launisch“, erinnerte sich ihre Tochter. „Sie machte gerne Szenen. Wenn sie gut aufgelegt war, wie meistens, dann war sie strahlend und unwiderstehlich, aber vor ihren Szenen haben alle gezittert.“
1936 verlässt die „Halbjüdin“ Wien und zieht mit ihrem späteren Mann, dem rumänischen Industriellen Dinu Buhlea, und ihrer Tochter nach Bukarest, wo sie den Krieg in relativer Sicherheit überstehen. Während des "Anschlusses" von Österreich an Hitler-Deutschland war die erklärte Nazi-Gegnerin Berndt zufällig in Wien: „Meine Mutter hat gesagt, 'leckt mich am Arsch', als sie mit 'Heil Hitler' gegrüßt wurde“, berichtete die Tochter. Nach der Konferenz von Jalta im Februar 1945 sitzt die Familie in Rumänien fest. Tochter Liesl jedoch gelingt 1947 die Ausreise nach England und sie heiratet einen Briten. 1960 kann sie ihre Mutter nach England nachholen. Eine Fortsetzung ihrer Vorkriegskarriere gelingt Rosl Berndt nicht mehr: Sie steht zwar 1963 noch einmal auf der Bühne des Raimundtheaters in Wien, das Stück fällt jedoch durch. 1996 stirbt sie 93-jährig in England. Sie ist auf dem Friedhof von Headley beigesetzt.

## Literatur

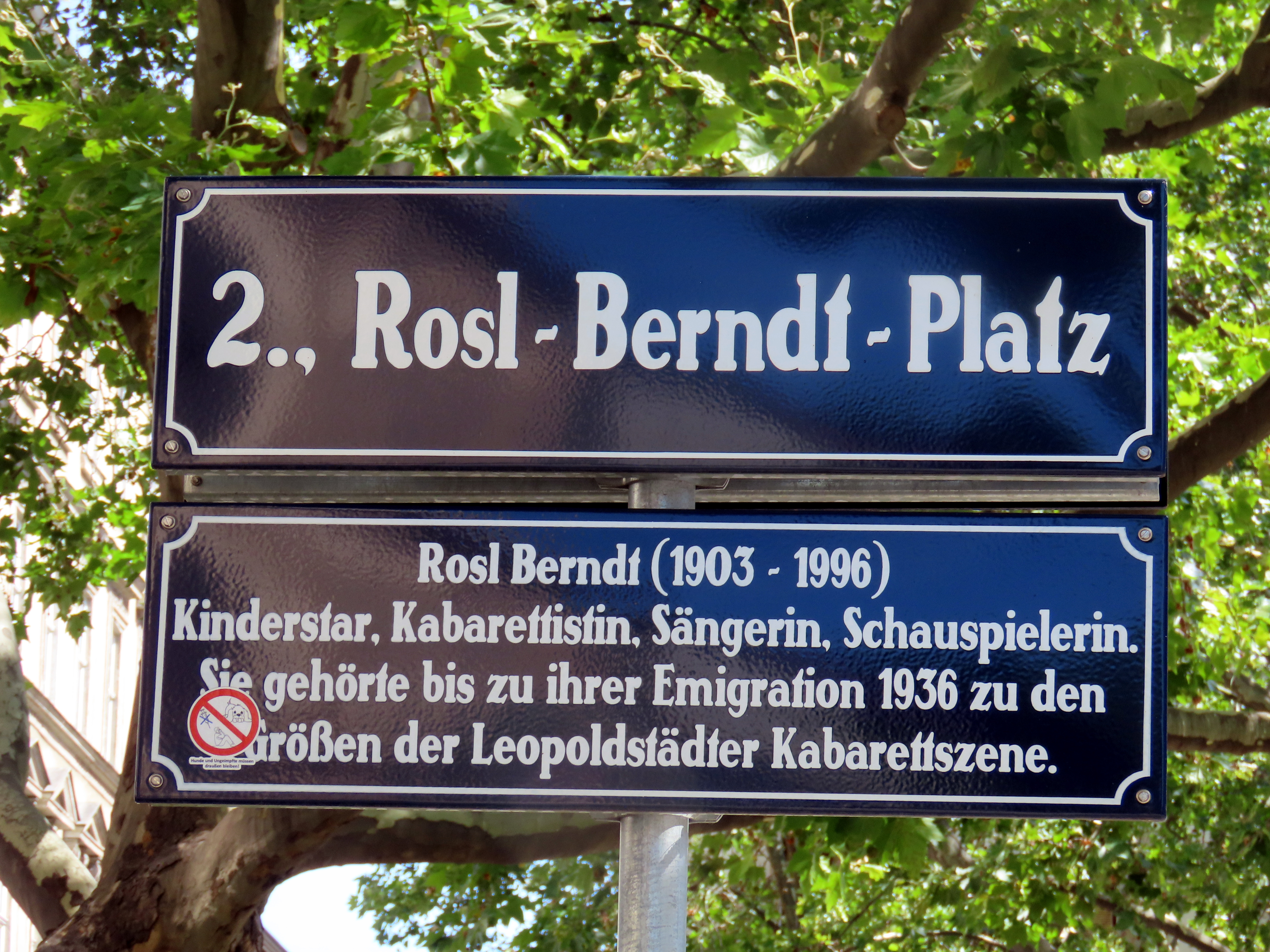
Rosl-Berndt-Platz, Wien